# Стиляно
Стиля̀но (на италиански: Stigliano) е малко градче и община в Южна Италия, провинция Матера, регион Базиликата. Разположено е на 909 m надморска височина. Населението на общината е 4590 души (към 2012 г.).